# Nagroda im. Olofa Palmego
Nagroda im. Olofa Palmego − nagroda ustanowiona 6 lutego 1987 dla uczczenia pamięci zamordowanego szwedzkiego premiera Olofa Palmego, przyznawana co roku w Sztokholmie przez Fundację Olofa Palmego za walkę o pokój, działania przeciwko rasizmowi i ksenofobii. Laureat otrzymuje honorowy dyplom oraz 75 tys. USD.